# Famille Plus

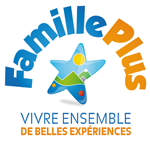
Logo du label national Famille Plus

Famille Plus est un label créé en 2007, par l’Association nationale des maires des stations classées et des communes touristiques (devenue ANETT - Association Nationale des Élus des Territoires Touristiques), l’Association Nationale des Maires des Stations de Montagne (ANMSM) et la Fédération Française des Stations Vertes de Vacances et des villages de Neige. Famille Plus est reconnu par l'État par intermédiaire du ministère du Tourisme. Un peu plus d'une centaine de sites touristiques ont reçu le label.
Les sites labellisés s'engagent à mettre en œuvre des moyens spécifiquement à destinations des familles, dans "l’accueil et l’information, les animations de la commune, les activités, la découverte et la sensibilisation à l’environnement et aux patrimoines, l’hébergement, la restauration et les commerces et services, les équipements, les transports et la sécurité, des tarifs adaptés aux familles et/ou aux enfants"
La demande de label est déposée par chaque commune. Tous les 3 ans, un audit externe est réalisé par un organisme habilité qui fait parvenir un rapport au Comité National de Gestion. Le niveau d’exigence du label est détaillé dans la grille complète du référentiel du label. Celle-ci comprend un tronc commun pour les 4 territoires mer, nature, ville et montagne, des grilles spécifiques par territoire et enfin des grilles pour les prestataires selon leur catégorie (hébergeur, restaurant, prestataire d’activité, garderie, etc.).
Le Comité National de Gestion est composé de représentants des trois associations fondatrices : des élus, des techniciens et des responsables d'Office de Tourisme. La présidence est tournante.
| Période     | Président                                                         | Élu de                                                      |
| ----------- | ----------------------------------------------------------------- | ----------------------------------------------------------- |
| 2014 - 2019 | Pierre BALME (Maire adjoint - Les 2 Alpes - Isère)                | Association Nationale des Maires des Stations de Montagne   |
| 2019 - 2022 | Olivier PAZ (Maire - Merville-Franceville - Calvados )            | Association Nationale des Élus des Territoires Touristiques |
| 2022 - 2024 | Hubert DEMOLIS (Maire Adjoint - Sciez - Haute Savoie)             | Stations Vertes                                             |
| 2024 -      | Sophie VENEY (Maire - Montricher-Albanne - Les Karellis - Savoie) | Association Nationale des Maires des Stations de Montagne   |

La label s'associe aussi a différents partenaires qui s'engagent à mettre en place des services spécifiques à l'accueil des familles.
Par exemple, lors de l'irruption du nuage volcanique Islandais, l'aéroport de Nice-Côte d'Azur (labellisé) avait prévu, selon la cheffe du département terminaux « nous avons mis en place des nurseries mixtes dans nos deux terminaux, des aires de jeux, des manèges. Nous distribuons couches, lingettes et petits pots en cas de crise (grève, retards importants) »